# Gabinete Laval IV
O Gabinete Laval IV foi o ministério formado por Pierre Laval em 07 de junho de 1935 e dissolvido em 22 de janeiro de 1936. Foi o 99º gabinete da Terceira República Francesa, sendo antecedido pelo Gabinete Bouisson e sucedido pelo Gabinete Sarraut II.

## Contexto
Responsável pela formação de um novo governo, Pierre Laval apresentou sua equipe ministerial completa ao Presidente da República, Albert Lebrun, em 07 de junho de 1935. O novo Presidente do Conselho de Ministros - que também manteve a pasta dos Negócios Estrangeiros - se utilizou da ideia de "unidade nacional" ao nomear radicais e moderados, embora seu governo fosse majoritariamente de centro-direita. No mesmo dia, a investidura do gabinete na Assembleia Nacional Francesa foi amplamente favorável: Laval obteve 392 votos a favor e apenas 119 contra. Contudo, seu pedido de poderes especiais foi concedido por uma pequena maioria, possibilitando a Laval governar por decretos-lei.
O quarto governo de Laval implementou uma nova política de austeridade, com a redução por decreto dos preços de vários produtos e cortes na despesa pública a partir de julho. Essa política, adotada para trazer os preços franceses de volta ao nível dos principais parceiros comerciais da França não resultou como esperado, uma vez que o governo manteve a inflação ao cobrir o déficit orçamentário por meio da emissão de títulos do Tesouro que os assinantes redescontavam no Banco da França. Assim, a liquidez em circulação aumentava e estimulava a demanda interna, e a indústria precisava lidar com isso aumentando sua produção, enquanto, ao mesmo tempo, colheitas ruins e cotas de importação elevavam os preços agrícolas. Nesse período, o desemprego chegou a 11,5%. Durante o desfile de 14 de Julho de 1935, 500.000 manifestantes protestaram contra os decretos-lei de Laval, enquanto grupos de extrema-direita continuavam a se proliferar.
Na política externa, as opiniões estavam divididas: a direita nacionalista defendia a conciliação diante das potências fascistas; a esquerda, antes pacifista, exigia firmeza diante de Adolf Hitler e Benito Mussolini. Após a Segunda Guerra Ítalo-Etíope, as sanções francesas e britânicas contra a Itália Fascista aproximaram ainda mais Roma de Berlim.
Laval renunciou após a saída de seus ministros radicais e o crescimento eleitoral da "Frente Popular" (esquerda), sendo substituído por Albert Sarraut.

## Composição
- Presidente da República: Albert Lebrun
- Presidente do Conselho de Ministros: Pierre Laval
- Ministro dos Estrangeiros: Pierre Laval
- Ministro da Justiça: Léon Bérard
- Ministro do Interior: Joseph Paganon
- Ministro da Guerra: Jean Fabry
- Ministro das Finanças: Marcel Régnier
- Ministro da Educação Nacional: Philippe Marcombes (1935); Marius Roustan (1935-1936)
- Ministro das Obras Públicas: Laurent Eynac
- Ministro da Agricultura: Pierre Cathala
- Ministro do Comércio e Indústria: Georges Bonnet
- Ministro dos Correios, Telégrafos e Telefones: Georges Mandel
- Ministro do Trabalho: Ludovic-Oscar Frossard
- Ministro das Pensões: Henri Maupoil
- Ministro da Saúde Pública e Educação Física: Ernest Lafont
- Ministro da Marinha: François Piétri
- Ministro do Ar: Victor Denain
- Ministro da Marinha Mercante: Marius Roustan (1935); William Bertrand (1935-1936)
- Ministro das Colônias: Louis Rollin
- Ministro de Estado: Édouard Herriot
- Ministro de Estado: Louis Marin
- Ministro de Estado: Pierre-Étienne Flandin

## Realizações
- Instituição de uma política de deflação.